# Atenuador (electrónica)

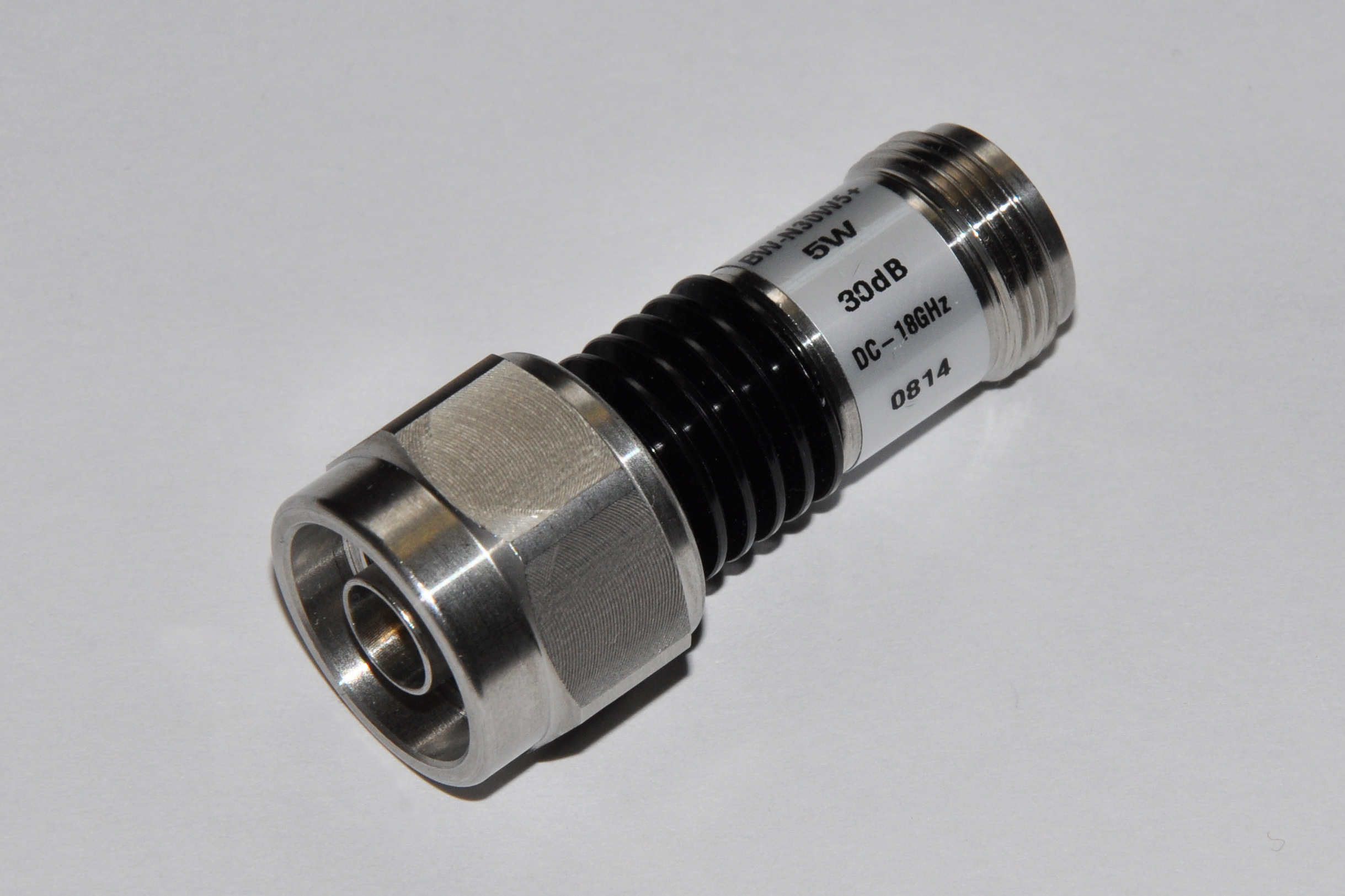
Un atenuador de potencia RF de 30dB, 5W, DC-18GHz.

Un atenuador es un componente pasivo que reduce la amplitud o la potencia de una señal, a ser posible sin cambiar su forma.
Los atenuadores sirven para bajar la potencia de la señal de televisión cuando la señal es excesivamente potente. La televisión necesita que la señal esté comprendida dentro de unos márgenes, tan malo es tener una señal baja como tener una señal muy alta. El caso en que la señal es muy alta se denomina saturación y el problema puede corregirse con un atenuador puesto en la toma de la televisión.